# Chai (програмне забезпечення)
Chai — це платформа штучного інтелекту, яка використовує великі мовні моделі (LLM), з якими взаємодіють користувачі, спочатку випущена в 2021 році.  Основна особливість програми полягає в тому, щоб надати користувачам платформу для спілкування з персонажами ШІ. Чат-боти створюються користувачами, надаючи персоналізацію та підказку за власним вибором, а потім публікуються на платформі, щоб інші користувачі могли шукати та спілкуватися з ними. 

## історія
Chai була заснована в Кембриджі, Англія, генеральним директором Вільямом Бошамом. Пізніше компанія переїхала в Пало-Альто, Каліфорнія . 

## Суперечки
У грудні 2024 року Washington Post повідомила, що влада Бельгії розпочала розслідування щодо компанії після скарги. Розслідування розпочалося в липні 2024 року після того, як голландець покінчив життя самогубством після численних чатів у додатку Chai. 

## Дивіться також
- Штучний компаньйон людини
- Character.ai – нейромовна модель чат-бота веб-додаток
- ChatGPT – чат-бот зі штучним інтелектом
- Poe – платформа для чат-ботів, розроблена Quora

## Зовнішні посилання
- Chai Website